# Progymnasmata
Progymnasmata (griechisch, Plural von progymnasma) waren Vorübungen im Rhetorikunterricht von der Antike bis in die Neuzeit.
Ursprünglich bezeichnete der Begriff die Vorübungen griechischer Athleten vor den eigentlichen Wettkämpfen. Später wurde er auf die erste Phase der Ausbildung in der Redekunst übertragen, mit der er fortan verbunden blieb.
Im antiken (griechischen und römischen) Unterrichtssystem wurden die Progymnasmata entweder noch beim Sprachlehrer (grammaticus) oder schon beim Redelehrer (rhetor) absolviert. Sie bestanden aus einzelnen, in der Reihenfolge ihrer Schwierigkeit aufeinanderfolgenden Übungen, etwa Nacherzählungen von äsopischen Fabeln, Chrien, Übungen in Lob, Tadel und Vergleichen, Beschreibungen von Landschaften oder Ereignissen, Erörterungen und Diskussionen von Gesetzen.
Üblicherweise gab zunächst der Lehrer ein selbst verfasstes oder aus früheren Autoren ausgewähltes Beispiel vor. Im zweiten Schritt mussten die Schüler selbst Übungen schriftlich ausarbeiten und dem Lehrer vortragen. Im Unterschied zum nachfolgenden eigentlichen Rhetorikunterricht wurden aber noch keine vollständigen Reden angefertigt. Außer der rhetorisch-sprachlichen Schulung vermittelten die Progymnasmata auch ethische und argumentative Fähigkeiten.
Für die Progymnasmata gab es Lehrbücher, so die erhaltenen griechischen des Ailios Theon und des Aphthonios. Bei den lateinischen Autoren diskutieren etwa Marcus Tullius Cicero und Quintilian diese Phase des Unterrichts. Zahlreiche Beispiele liefern die Progymnasmata des spätantiken Rhetors Libanios.
Der Rhetorikunterricht des Mittelalters (insbesondere in Byzanz) und der frühen Neuzeit bis ins 19. Jahrhundert folgte in weiten Zügen den antiken Vorbildern, so dass die Progymnasmata auch hier noch verwendet wurden.